# Campionato caraibico maschile di pallacanestro 2011
Il 23º Campionato Caraibico Maschile di Pallacanestro FIBA (noto anche come FIBA CBC Championship 2011) si è svolto dal 23 al 29 luglio 2011 a Nassau nelle Bahamas. Il torneo è stato vinto dalla nazionale americo-vergininana.

## Classifica finale
| Pos | Squadra                   | Rosa |
| --- | ------------------------- | --- |
|     | Isole Vergini Americane   | Isole Vergini Americane5 Sheppard, 6 Hodge, 7 Victor, 9 Edwin, 10 Brown, 11 Gumbs, 12 Aska, 13 Clarke, 14 Washington, 15 Jones, All. -                                          |
|     | Bahamas                   | Bahamas4 Johnson, 5 Hinds, 6 Cadeau, 7 Hutchinson, 8 M. Bain, 9 Burrows, 10 Hall, 11 Cox, 12 Seymour, 13 Douglas, 14 G. Bain, 15 E. Bain, All. -                                |
|     | Giamaica                  | Giamaica4 Coburn, 5 Whilby, 6 Ewing, 7 Blair, 8 Rogers, 9 Scott, 10 Smith, 11 Brown, 12 Bailey, 13 Grant, 14 Christie, 15 Reid, All. -                                          |
| 4   | Isole Vergini Britanniche | Isole Vergini Britanniche5 Parillon, 6 Freeman, 7 Cann, 8 Bass, 9 M. Malone, 10 N. Malone, 11 Carey, 13 George, 14 Mathias, 15 Penn, All. -                                     |
| 5   | Bermuda                   | Bermuda5 S. Simons, 6 Lugo, 7 Lowe, 8 Riley, 9 Jones, 10 J. Simons, 11 Jackson, 12 Phillips, 13 Lee, 14 Correia, 15 Knight, All. -                                              |
| 6   | Antigua e Barbuda         | Antigua e Barbuda4 Hodge, 5 Walker, 6 Davis, 7 McCoy, 8 Charles, 9 Destin, 10 Harris, 11 Brazier, 12 Samuel, 13 Meade, 14 Matthew, 15 Henry, All. -                             |
| 7   | Guyana                    | Guyana4 Silland, 5 Roberts, 6 Stephney, 7 Gillis, 8 Fortune, 9 Marks, 10 Gullen, 12 Kanhai, 13 Webster, 14 McKenzie, 15 Elias, All. -                                           |
| 8   | Saint Vincent e Grenadine | Saint Vincent e Grenadine4 Stewart, 5 McCree, 8 Baptiste, 9 McKenzie, 10 Fergusson, 11 Roberts, 12 Friday, 13 Smith, 14 R. Williams, 15 Ottley, All. Junior Sutton              |
| 9   | Isole Cayman              | Isole Cayman4 D. O'Garro, 5 Ebanks, 6 Sa. O'Garro, 7 Samuels, 8 Sh. O'Garro, 9 Simpson, 10 Campbell, 11 Thompson, 12 Graham-Record, 13 Leslie, 14 Thompson, 15 Narcisse, All. - |